# Bašići (Barban)
Bašići su naselje u Republici Hrvatskoj, u sastavu Općine Barban, Istarska županija. Nalaze se na sjeveru općine. Istočno su Medančići, sjeverno je Dolica. Do Bašića vodi odvojak ceste koja ide od Dolice i Medančića prema jugozapadu. 

## Stanovništvo
Iako se nalazi u popisu naselja po Zakonu o područjima županija, gradova i općina u Republici Hrvatskoj 86/06, naselje nije posebno navedeno u popisu stanovništva i obiteljskih kućanstava iz 2001. godine.

## Vanjske poveznice
- Prostorni plan Općine Barban[neaktivna poveznica]